# 楊梁
楊梁（1511年—？），字廷材，浙江衢州府西安縣人，民籍，明朝政治人物。

## 生平
嘉靖十年（1531年）辛卯科浙江鄉試第十二名舉人。嘉靖十七年（1538年）中式戊戌科會試第二百二十四名，登第三甲第一百零二名進士。二十五年官饶州府同知。

## 家族
曾祖楊昊，推官；祖父楊錞，歲貢生；父楊澍，母葉氏。具庆下。兄杨棠。弟杨棐。